# NSRV Obelix

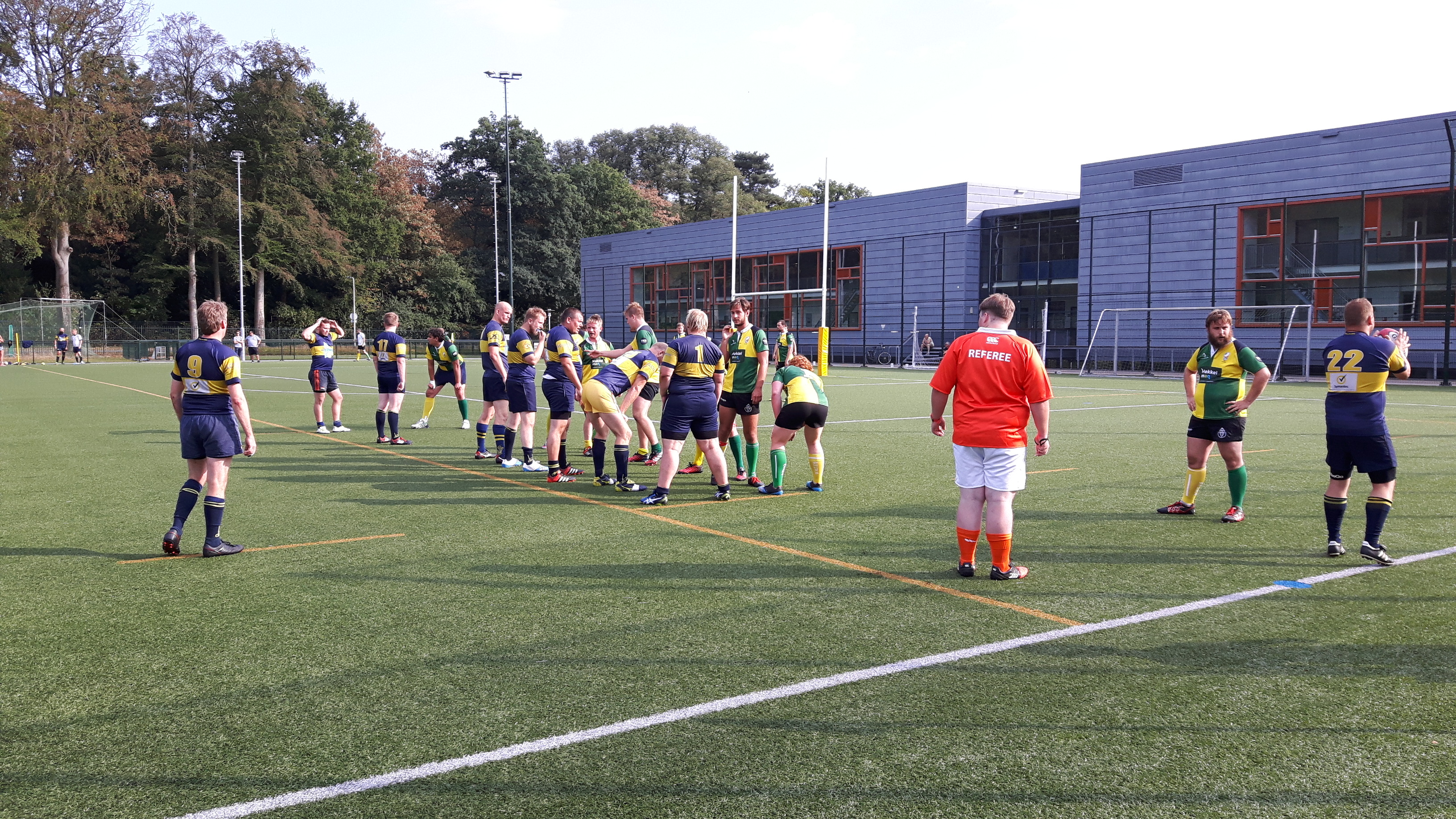
Wedstrijd tussen RC DIOK (links, donkerblauw) en NSRV Obelix (rechts, groen) op het Radboud Sportcentrum te Nijmegen

Nijmeegse Studenten Rugby Vereniging Obelix is een in 1970 door studenten opgerichte rugbyclub uit Nijmegen.
NSRV Obelix is vernoemd naar de stripfiguur Obelix, vooral vanwege diens optreden in de rugbywedstrijd in het stripalbum Asterix bij de Britten.
Obelix is de oudste rugbyvereniging van Nijmegen, met (oud-)studenten van zowel Radboud Universiteit Nijmegen als Hogeschool van Arnhem en Nijmegen. Oud-leden van Obelix richtten later, in 1971, nog NRC The Wasps op, de tweede rugbyvereniging van Nijmegen.
Momenteel heeft Obelix drie teams: twee herenteams en één damesteam.
Ascrum (Amsterdam) · D.S.R.-C. (Delft) · The Elephants (Eindhoven) · G.S.R.C. (Groningen) · LSRG (Leiden) · De Maraboes (Maastricht) · NSRV Obelix (Nijmegen) · R.S.R.C. (Rotterdam) · S.V.R.C. (Delft) · RUS (Utrecht) · Tarantula (Tilburg) · SRC Thor (Delft) · USRS (Utrecht) · VSRC (Utrecht)